# Војо Убипарип
Војислав „Војо“ Убипарип (Нови Сад, 5. маја 1988) српски је фудбалер који игра на позицији нападача, а тренутно наступа за Спартак из Суботице.